# 455739 Isabelita
455739 Isabelita è un asteroide della fascia principale. Scoperto nel 2005, presenta un'orbita caratterizzata da un semiasse maggiore pari a 2,4628836 UA e da un'eccentricità di 0,1684275, inclinata di 3,03115° rispetto all'eclittica.